# Bangun Rejo (Semaka)
Bangun Rejo is een bestuurslaag in het regentschap Tanggamus van de provincie Lampung, Indonesië. Bangun Rejo telt 1159 inwoners (volkstelling 2010).